# Empis agasthus
Empis agasthus är en tvåvingeart som beskrevs av Walker 1849. Empis agasthus ingår i släktet Empis och familjen dansflugor.
Artens utbredningsområde är Ontario. Inga underarter finns listade i Catalogue of Life.